# Luces de Navidad

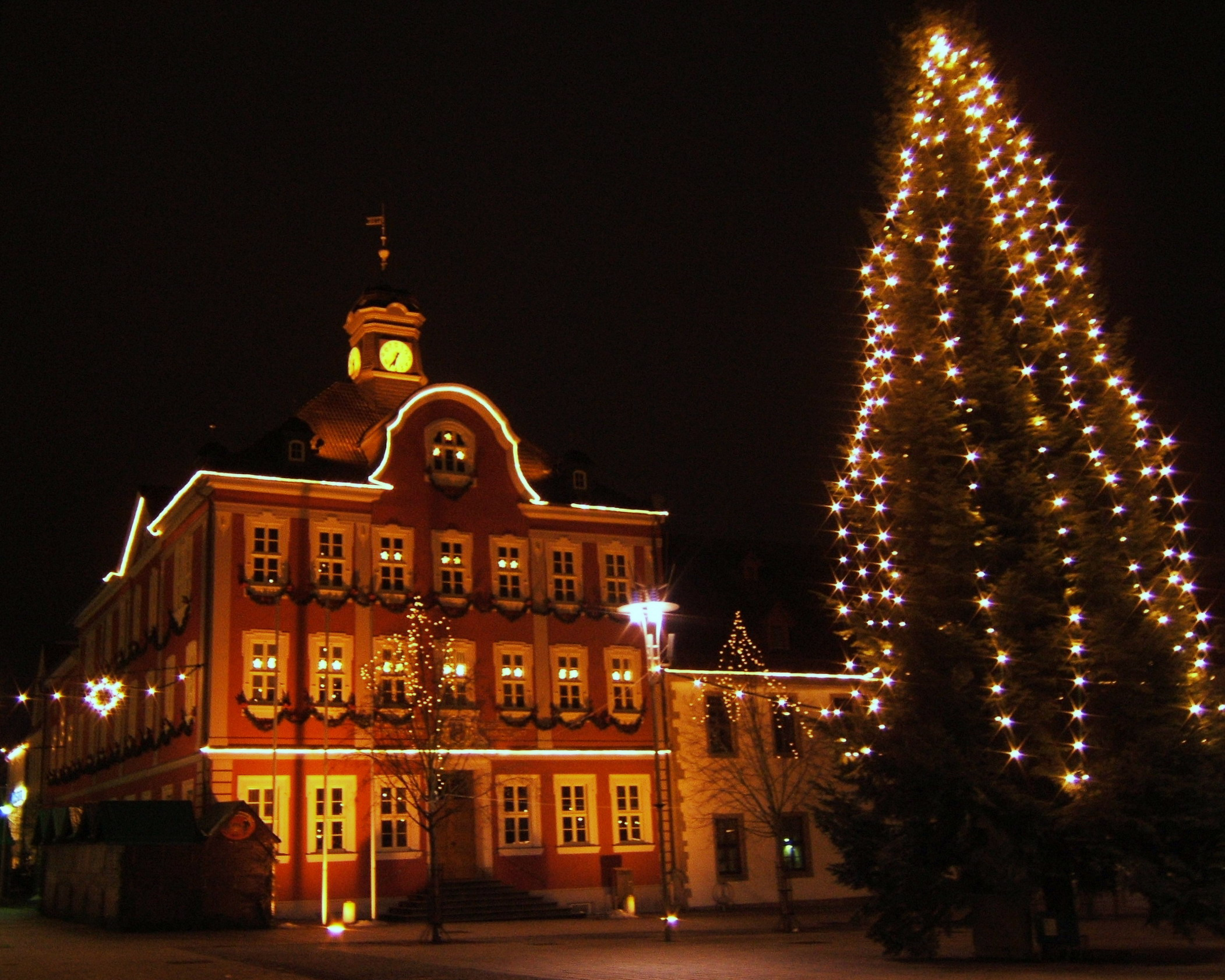
Iluminación navideña

Las luces de Navidad son luces utilizadas en un ámbito decorativo durante el periodo navideño. Este hábito se inicia con el uso de velas para decorar árboles de Navidad en hogares de clase alta alemanes en el siglo XVIII.   
Los árboles de Navidad iluminados con luz eléctrica empiezan a ser populares en entornos públicos a principios del siglo XX  y es a mediados del mismo cuando empieza a ser habitual decorar edificios, calles y espacios privados con guirnaldas luminosas desvinculándolas de su origen como complemento del árbol de Navidad. En algunos países como Estados Unidos, esta costumbre toma mucha relevancia en la decoración de viviendas particulares a partir de los años 60. A finales del siglo XX esta costumbre ya se había extendido a otros países no occidentales como por ejemplo Japón. 

## Historia

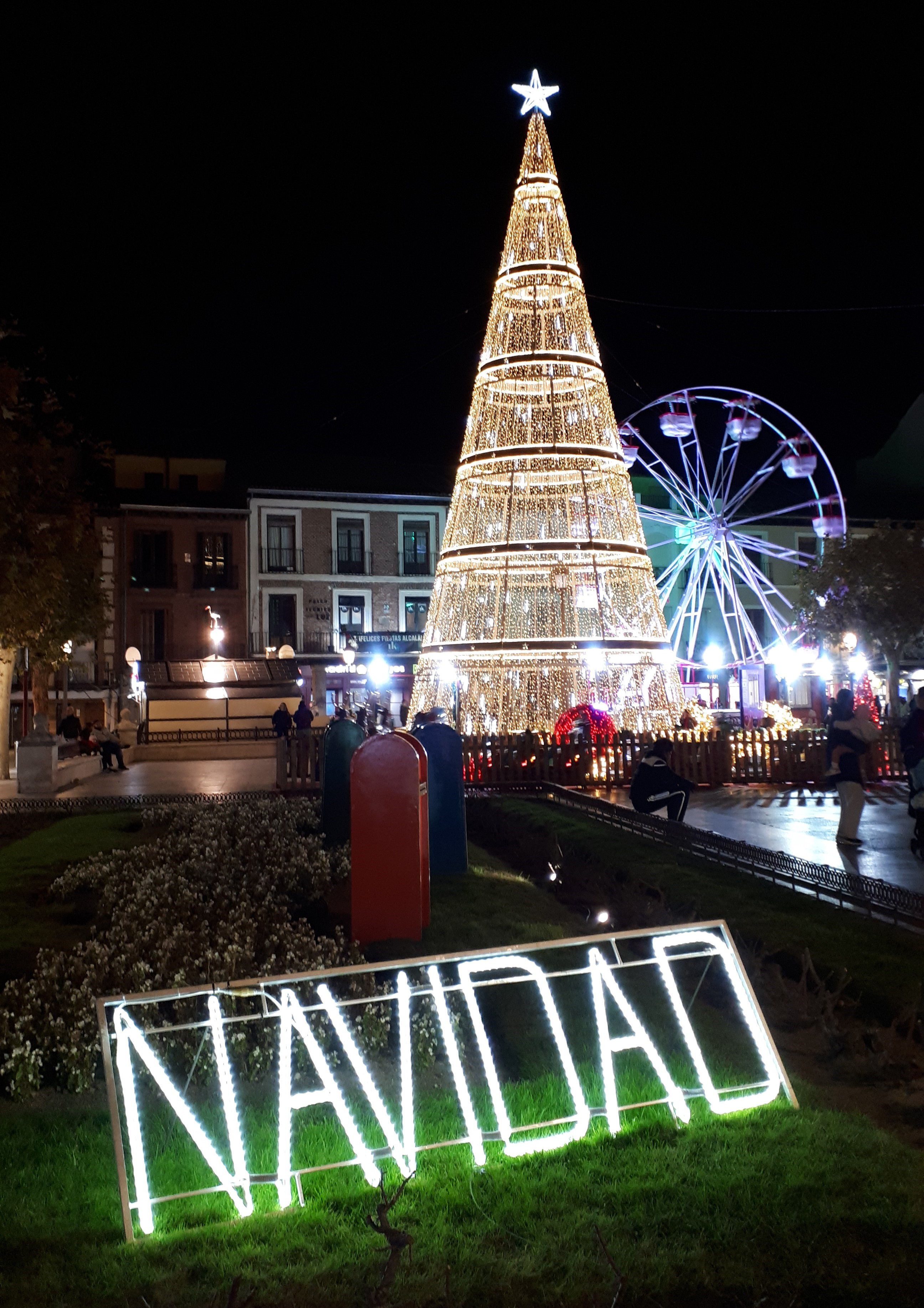
Luces de Navidad en Alcalá de Henares.

La costumbre de conmemorar las fechas navideñas con árboles de Navidad, se inicia a mediados del siglo XVIII en hogares alemanes de clase alta. Estos, progresivamente fueron decorando con velas adheridas a ramas y hojas por medio de cera derretida o con simples agujas. Progresivamente, fueron adaptándose portavelas, farolillos igualmente iluminados por velas de cera y finalmente se pasó a iluminación eléctrica a principios de la década de los 1880.
Los árboles de Navidad decorados con luz se establecieron en Inglaterra durante el reinado de la Reina Victoria y se extendieron a través de la emigración hacia Norteamérica y Australia. En su Diario de la víspera de Navidad de 1832, el en aquel momento príncipe de 13 años escribió, "Después de cenar...  fuimos a la habitación de dibujar, al lado del comedor. Ahí había dos grandes mesas redondas donde habían colocado dos árboles con luces y adornos de azúcar colgando. Todos los adornos estaban dispuestos alrededor de los árboles...". Hasta que no fue posible disponer de electricidad asequible en los primeros años del siglo XX, las velas de cera fueron de uso común, siendo en algunas culturas aún habituales.
En el Reino Unido, las guirnaldas eléctricas son conocidas como "fairy lights" o Luces de Hadas. En 1882, el Teatro Savoy, en Londres fue el primer edificio en el mundo totalmente electrificado. Sir Joseph Swan, el inventor de la bombilla de luz incandescente, suministró alrededor de 1200 bombillas, y un año más tarde, el propietario del Teatro Savoy, Richard D'Oyly Carte, vistió con guirnaldas luminosas (las luces de hadas) protagonistas en la noche de presentación de la Opera Iolanthe de Gilbert and Sullivan el 25 de noviembre de 1882. El término  "Fairy lights" o Luces de Hadas se viene usando en el Reino Unido desde entonces.
El primer árbol de Navidad iluminado eléctricamente fue creación de Edward Hibberd Johnson, un inventor asociado a Thomas Edison. Cuando este era vicepresidente de Edison Electric Light Company, empresa predecesora de la actual Company of Edison Electrical Utility, creó bombillas especiales para ese uso. Éste mostró orgulloso su árbol de Navidad, decorado con un total de 80 bombillas de color rojo, blanco y azul cableadas a mano; del tamaño de una nuez, el 22 de diciembre de 1882, en su casa de la Quinta Avenida de Nueva York. Los periódicos locales ignoraron tal evento al asociarlo a una treta publicitaria. Sin embargo, apareció una reseña en un periódico de Detroit, por lo que Johnson ha sido reconocido como el padre de las Luces de Navidad Eléctricas para árboles.
A principios de los 1900, se podían empezar a ver comercios con esas mismas guirnaldas detrás de sus escaparates. A pesar de ello, este tipo de material fue demasiado caro para la mayoría de la población, por lo que en la mayoría de casos no se reemplazarían las velas hasta mediados de 1930.

En 1895, el presidente de los EUA, Grover Cleveland, patrocinó el primer árbol de Navidad iluminado eléctricamente en la Casa Blanca. Un hermoso espécimen, que sirvió de fondo para más de un centenar de bombillas multicolor. Las primeras luces de Navidad, guirnaldas con ocho casquillos, fueron producidas por General Electric Co. En Harrison, Nueva Jersey. Cada casquillo, portaba una bombilla de filamento de carbono de dos candelas en miniatura.

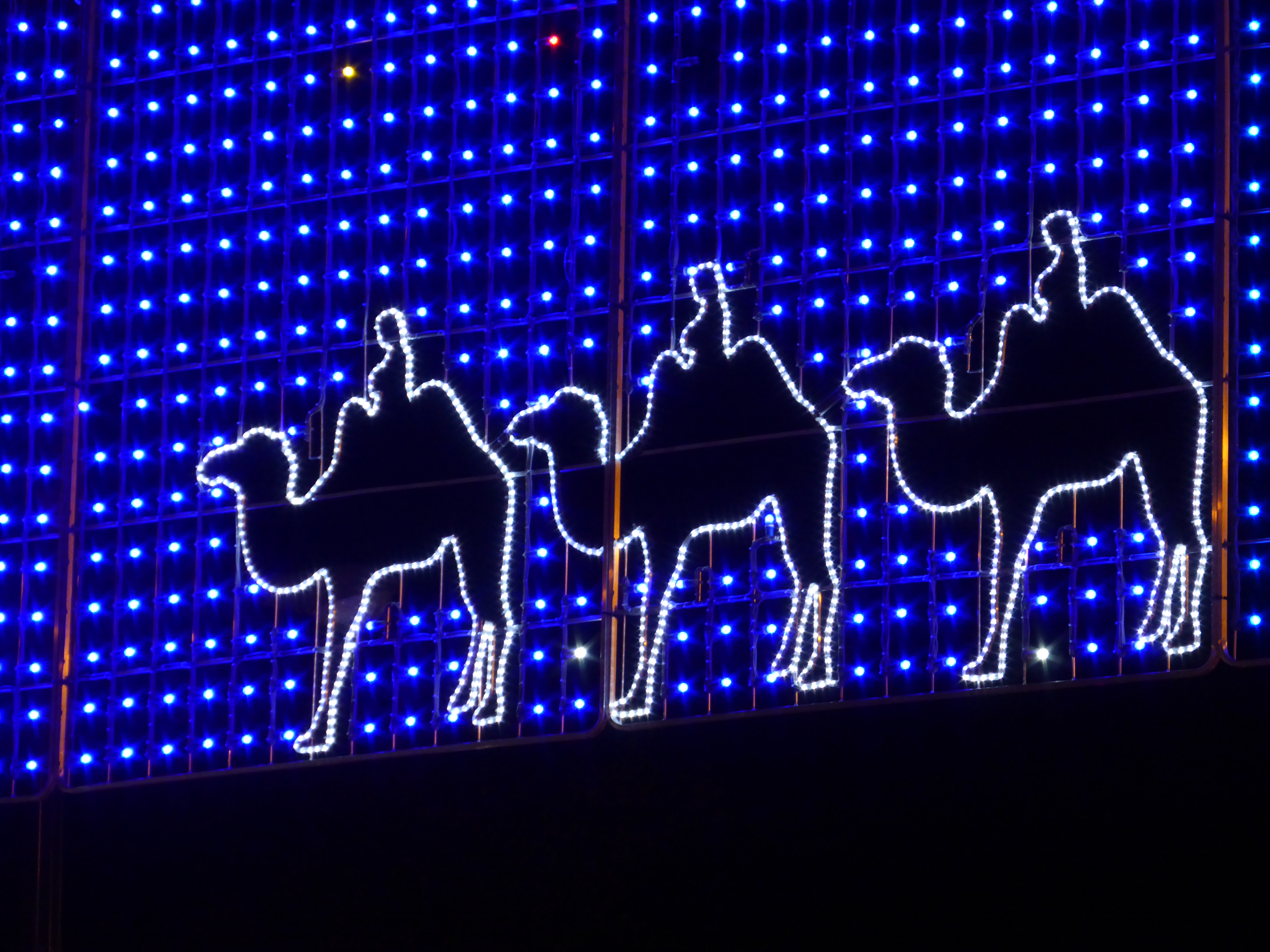
Decoración navideña en la Gran Vía de Madrid. Las tres figuras luminosas representan los Reyes Magos.

 A partir de aquí, los árboles de Navidad iluminados eléctricamente de interior, se propagaron con entusiasmo en EUA y otros países. San Diego en 1904,  Appleton, WI en 1909 y Nueva York en 1912 constan como los primeros registros de en tal costumbre en exterior. McAdenville en Carolina del Norte, reclama ser reconocida como la primera en 1956. La biblioteca del congreso de los EUA, acredita que la ciudad fue la impulsora de la tradición de decorar árboles de hoja perenne en 1956, cuando el club de hombres de McAdenville, concibió la idea de decorar algunos árboles alrededor del centro comunitario de la ciudad. No obstante, el Árbol de Navidad del Centro Rockefeller ha sido decorado con luces desde 1931. pero en realidad no tuvo luces eléctricas hasta 1956. Por otra parte, el espectáculo de Luz de Navidad de Philadelphia y el árbol de Navidad de Disney's también empezaron en 1956. A pesar de que General Electric patrocinó competiciones de iluminación entre comunidades durante la década de 1920, hasta mediados de los 1950 no se empezó a utilizar de forma habitual en los hogares medios Americanos.
Desde entonces, las guirnaldas luminosas han ido diversificando sus usos más allá de los meros árboles de Navidad pasando a decorar entradas, patios, cornisas, techos, porches en viviendas y comercios. Más recientemente gran cantidad de edificios y rascacielos han sido decorados con manguera de luz, utilizando el encendido y apagado sincronizado de sus partes como elemento espectacular en grandes ceremonias de luz.
A mediados de la primera década del año 2000, un vídeo del domicilio decorado de Carson Williams fue ampliamente distribuido por internet de forma viral. Creó tal impacto social que fue retransmitido por una gran cantidad de cadenas de televisión como The Today Show de NBC, Inside Edition o Las noticias de la noche de la cadena CBS y se utilizó dentro de la publicidad corporativa de la cadena Miller Television. El vídeo incluía imágenes de un centro comercial iluminado con 250.000 lámparas, así como Parques Temáticos.

## Tecnología y tipos de Luces de Navidad
La tecnología usada para crear luces de Navidad ha ido evolucionando a lo largo del tiempo. Así Inicialmente se solían usar simples portalámparas con bombillas de incandescencia.
En la actualidad, la fabricación de bombillas tipo Edison ha sido prohibida en toda Europa  para reducir el consumo de electricidad  por lo que en la medida que antiguas lámparas se van reemplazando, los diodos emisores de Luz o LED, van tomando cada vez más relevancia a la vez que disminuyen de forma drástica el consumo eléctrico.

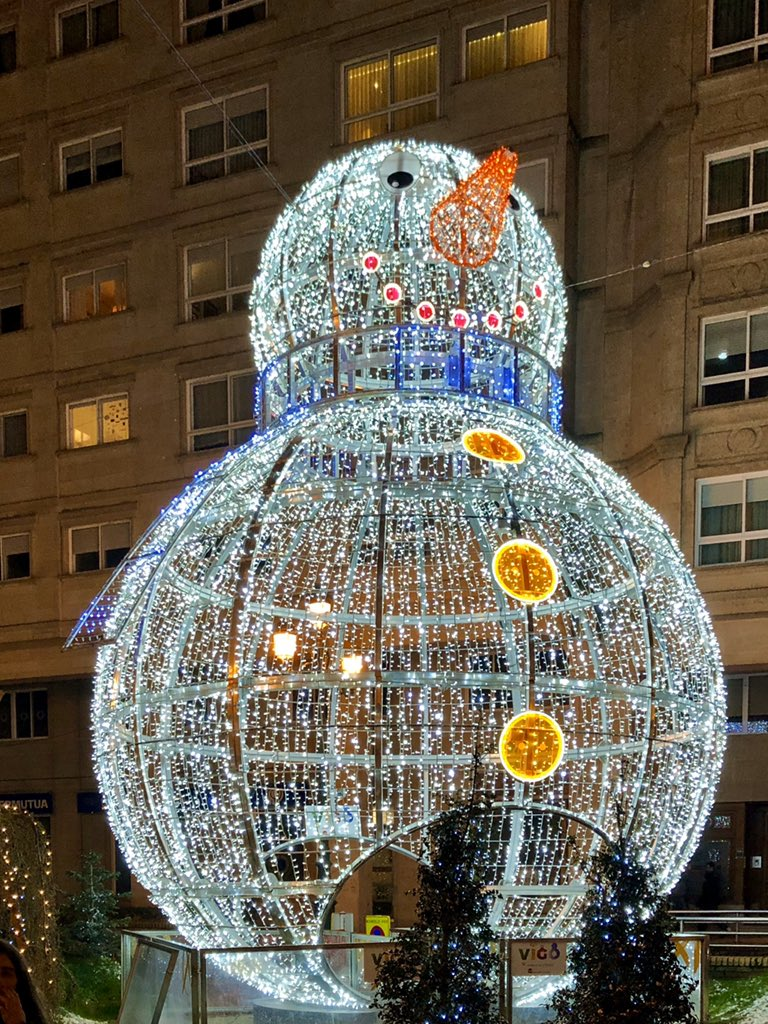
Iluminación navideña en Vigo.

Las luces de Navidad reciben una gran variedad de nombres en función de la forma en que se distribuyen sus lámparas y tienen como elemento común el uso de fuentes de luz (microbombilla o LED) y conductores eléctricos.
A pesar de que se suele utilizar el término general "guirnalda de luz" para denominar los elementos luminosos utilizables para decorar cualquier celebración, existen formas más específicas de referirse a cada una de ellas en función de su tamaño, forma y distribución general de las fuentes de luz:
- Guirnaldas:
  - Guirnaldas de luz
  - Cortinas de luz tipo estalactita
  - Cortinas de luz tradicionales
  - Mallas de luz
  - Cielo de luz
  - Goteo de luz

- Luces de Navidad con diseños específicos:
  - Luces de Navidad Para centro de calle
  - Luces de Navidad para farola
  - Luces de Navidad para fachada
  - Felicitaciones y mensajes navideños luminosos

## Luces de Navidad para exterior

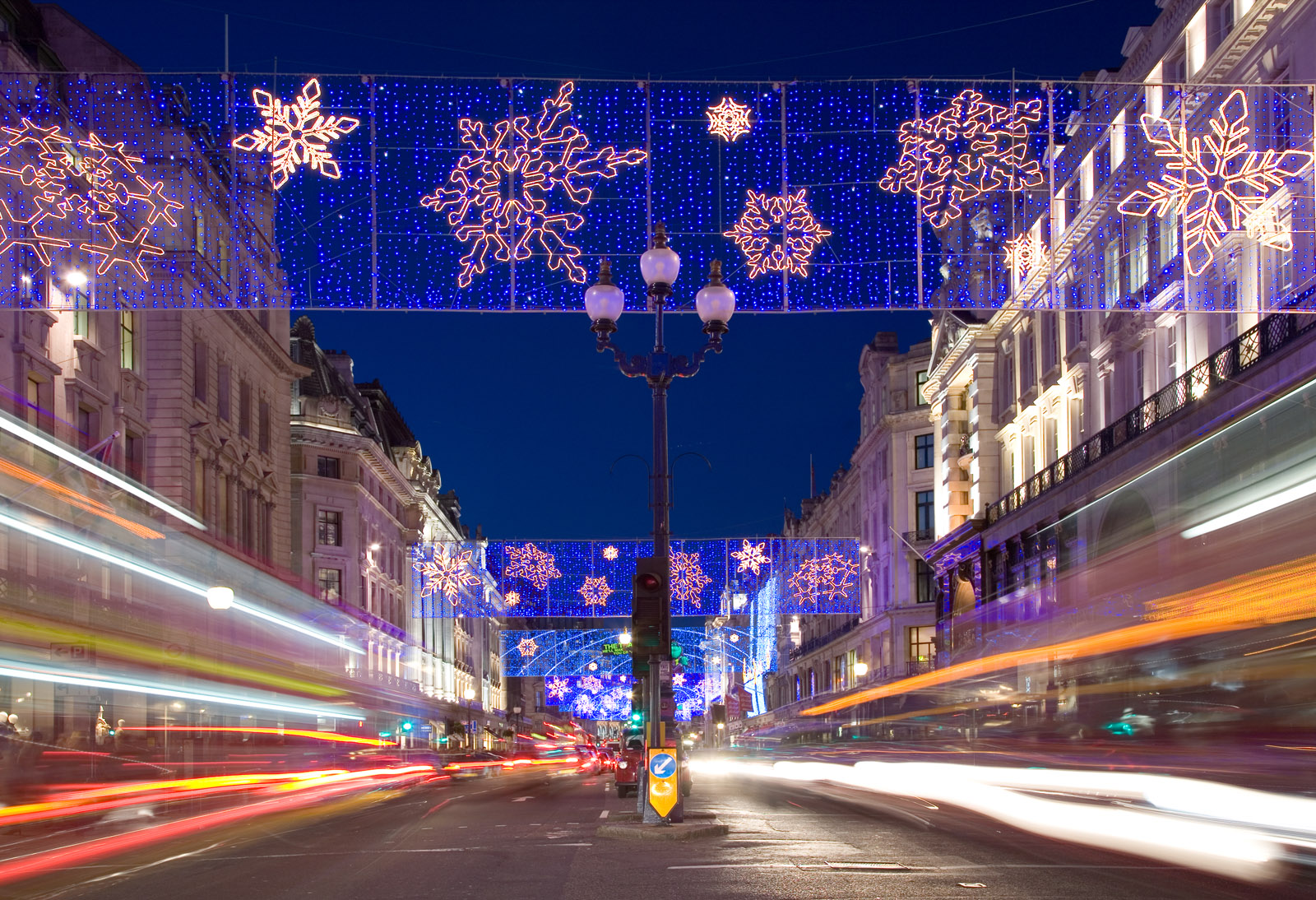
Iluminación navideña de Regent Street (Londres)

### Sitios de pública concurrencia
Las Luces de Navidad en entornos de pública concurrencia (calles, edificios...) son un evento esperado durante las celebraciones navideñas, siendo los principales promotores entidades o empresas públicas y privadas. La forma de uso de las iluminaciones de Navidad es muy variada y alcanza desde la ornamentación de árboles de Navidad en plazas públicas, arbolado en la vía pública o parques, adorno de báculos de farolas u otros elementos del mobiliario urbano, hasta llegar a atracciones turísticas de la categoría de la Torre Eiffel o la Ópera de Sídney. El primer montaje exterior de que se habla en la versión americana de Wikipedia hace referencia la organizada por Frederick Nash y la Cámara de comercio de Pasadena, en Altadena, California, concretamente en la Avenida Santa Rosa, que fue popularmente rebautizada como "la avenida del árbol de Navidad". Tal montaje se ha repetido en cada periodo navideño desde 1920 con la excepción de los años de la Segunda Guerra Mundial. El montaje anual de Oxford Street, en Londres, Inglaterra, son muy apreciados por el público y por los comerciantes, por lo que se han ido repitiendo año tras año durante décadas.

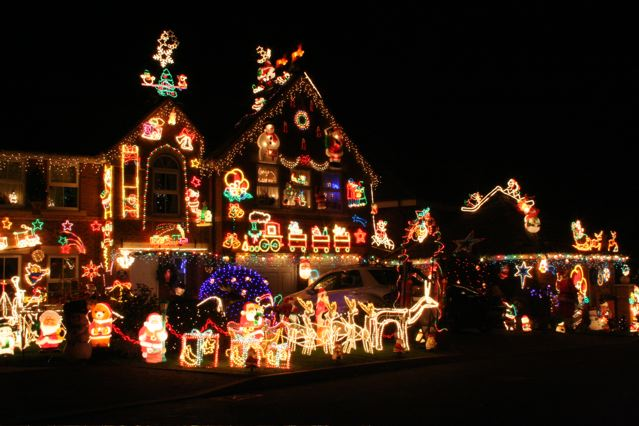
Vivienda iluminada en el exterior

### Decoración de viviendas y entornos privados
Decorar viviendas es tradición en los EUA desde la década de 1960, principalmente en las vísperas de Navidad, con guirnaldas de luz resistentes al agua. Existen incluso competiciones para unir esfuerzos en ciudades enteras al este de Texas y Noroeste de Luisiana que tienen sus orígenes en el "Festival of Lights" y la feria de Navidad de Natchintoches, que se inició en 1927; una de las ferias más antiguas de los EUA.
Con esta actividad lúdica a nivel comunitario, se busca entre otras cosas atraer curiosos en lo que se denomina Tacky Light Tours o excursiones para ver iluminaciones "excesivamente llamativas". Hay que tener en cuenta que mientras algunas casa no presentan ningún tipo de ornamentación, en otras han hecho falta numerosas semanas de preparación. Algunos montajes son incluso diseñados con la voluntad de aparecer en programas especiales de Navidad como montajes de gran vistosidad, llegando al extremo de requerir la contratación de suministros eléctrico suplementarios, puesto que el habitualmente contratado a nivel doméstico no es suficiente.

## Tecnología usada en iluminaciones de Navidad
La tecnología usada para crear iluminaciones de Navidad ha ido evolucionando a lo largo del tiempo. Así Inicialmente se solían usar simples portalámparas con bombillas de incandescencia.
En la actualidad, la fabricación de bombillas tipo Edisson ha sido prohibida en toda Europa para reducir el consumo de electricidad por lo que en la medida que antiguas lámparas se van reemplazando, los diodos emisores de Luz o led, van tomando cada vez más relevancia a la vez que disminuyen de forma drástica 90% el consumo eléctrico.